# Diocèse de Njombe
Le diocèse de Njombé (Dioecesis Niombena) est un siège de l'Église catholique suffragant de l'archidiocèse de Songea en Tanzanie. En 2004, il comptait 258.446 baptisés sur 659.506 habitants. Il est actuellement vacant à la suite du décès de Mgr Eusebio Samwel Kyando.

## Territoire
Le diocèse comprend une partie de la région d'Iringa en Tanzanie.
Le siège épiscopal se trouve à Njombe, à la cathédrale Saint-Joseph.
Le territoire est subdivisé en 31 paroisses.

## Histoire
Le diocèse est érigé le 16 février 1968 par la bulle Sicut solliciti de Paul VI, recevant son territoire du diocèse d'Iringa et de l'abbaye territoriale de Peramiho (aujourd'hui archidiocèse de Songea). À l'origine, il était suffragant de l'archidiocèse de Dar-es-Salam.
Le 18 novembre 1987, il fait partie de la province ecclésiastique de l'archidiocèse de Songea.

## Ordinaires
- Raymond Mwanyika † (16 janvier 1971 - 8 juin 2002, démissionne)
- Alfred Leonhard Maluma † (8 juin 2002 - 6 avril 2021, décédé)
- Eusebio Samwel Kyando (depuis le 19 octobre 2023)

## Statistiques
Le diocèse à la fin de l'année 2004 sur une population de 659.506 personnes comptait 258.446 baptisés, correspondant à 39,2% du total. Il était desservi par 88 prêtres, dont 70 diocésains et 18 réguliers, soit un prêtre pour 2.936 fidèles, avec 22 religieux et 424 religieuses dans 31 paroisses.